# 全日本ビーチバレーボールジュニア男子選手権大会
JVA全日本ビーチバレーボール高等学校選手権大会男子（ぜんにほんビーチバレーボールこうとうがっこうせんしゅけんたいかい）は、毎年8月に大阪府阪南市で開催されている、男子高校生を対象としたビーチバレーボールの全国大会。

## 概要
基本的に参加選手の多くは、インドアの部活に属して、その関連でビーチもやっているが、回が進むにつれ、高校生からビーチ専門という選手も増えつつある。
出場選手をみると、春高などのインドアの全国大会に出ている選手も多い。
未来のオリンピック選手を育てるという目標のもと作られた大会で、選手レベルは総じて高い。
しかし地域活性化センターからの資金援助が2015年で打ち切られたことなどによる資金不足が要因で、2020年度以降の開催が危ぶまれている状況である。

## テレビ放送
マドンナカップと違い、テレビでの放送はない。

## 歴代優勝者
| 回 | 年     | 優勝者                                       |
| -- | ------ | -------------------------------------------- |
| 1  | 2002年 | 仲井間祐治・島袋慶史（沖縄）                 |
| 2  | 2003年 | 佐田山普佑・松本大翼（鳥取）                 |
| 3  | 2004年 | 呉屋一輝・新城保長（沖縄）                   |
| 4  | 2005年 | 久高一彦・池間智暖（沖縄）                   |
| 5  | 2006年 | 呉屋雄也・山口貴大（沖縄）                   |
| 6  | 2007年 | 西新田雄平・安次富寛成（沖縄）               |
| 7  | 2008年 | 入石垣佑浩・玉那覇敬太（沖縄）               |
| 8  | 2009年 | 日名田暁・鎌田寛正（神奈川）                 |
| 9  | 2010年 | 川村大樹・大島一成（兵庫）                   |
| 10 | 2011年 | 藤田昂大 · 木村暢貴（大阪）                  |
| 11 | 2012年 | 黒川魁・坂井毬人（特別推薦、大阪）           |
| 12 | 2013年 | 中川大成・齋藤侑亮（大阪）                   |
| 13 | 2014年 | 中川大成・齋藤侑亮（大阪）                   |
| 14 | 2015年 | 瀧元一彰・関東亨哉（兵庫・神港学園高等学校） |